# Lloyd (automerk)

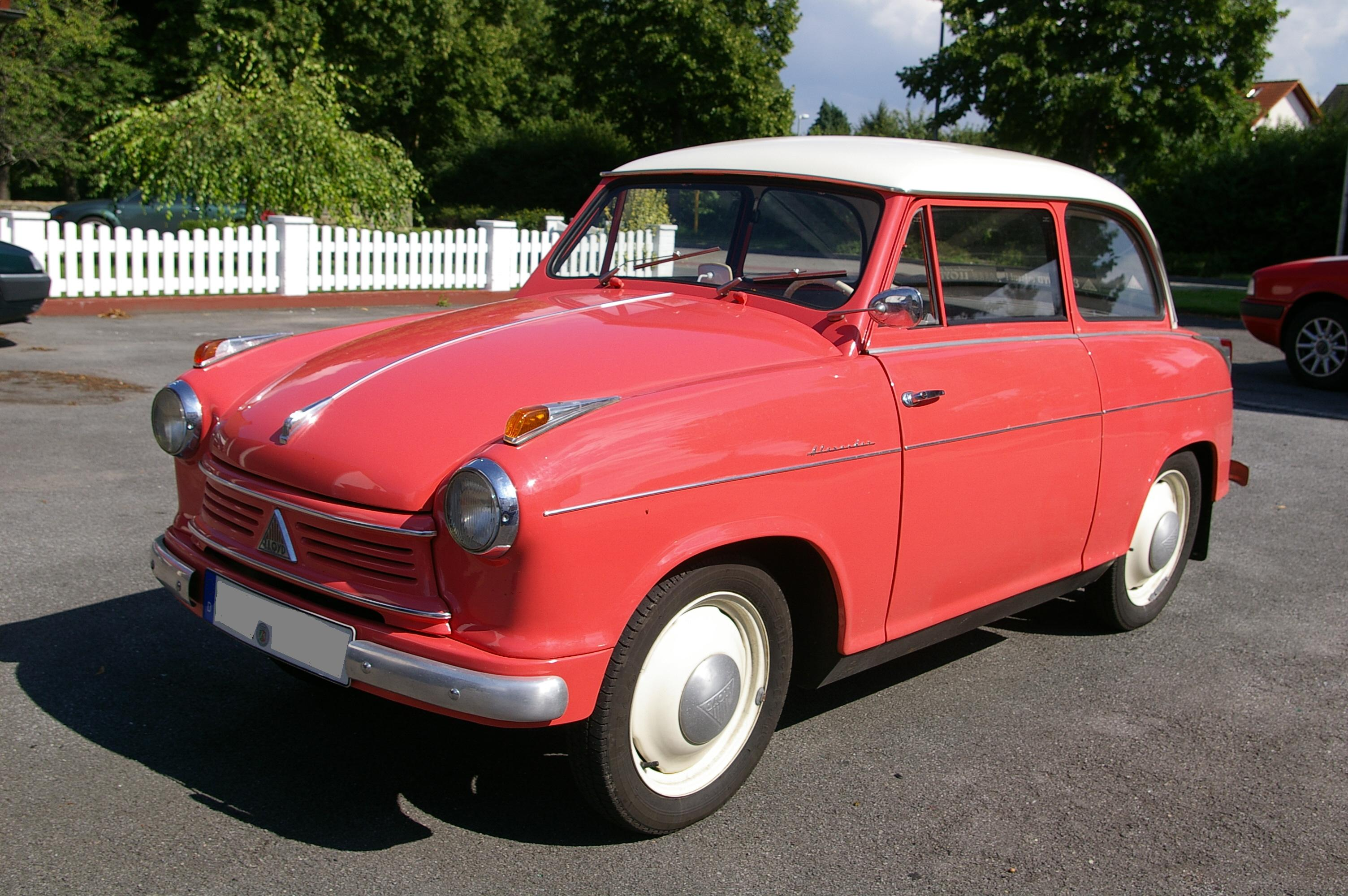
Lloyd LP600

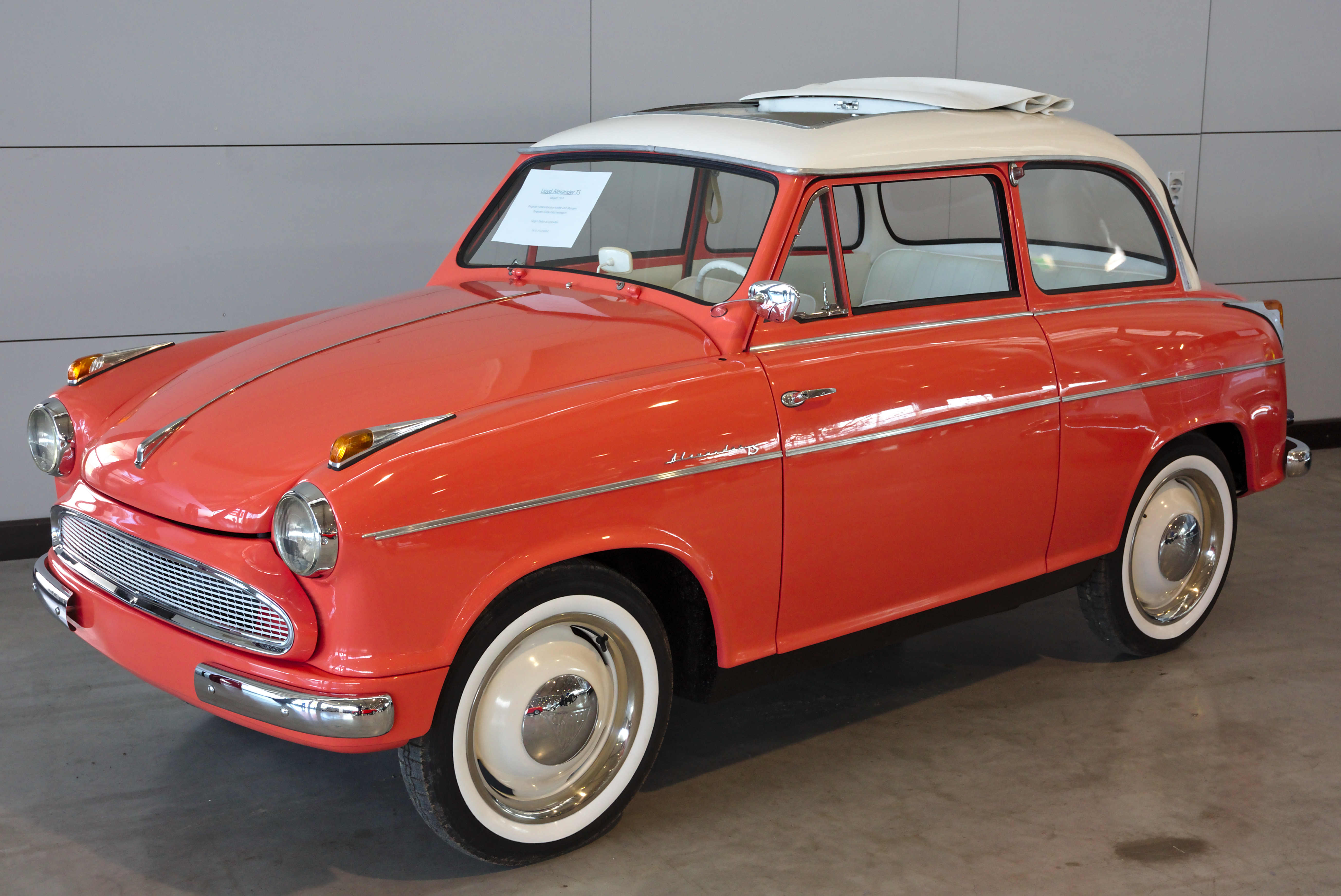
Lloyd Alexander TS

Lloyd was een Duits automerk, oorspronkelijk geproduceerd door NAMAG (Norddeutsche Automobil und Motoren AG) te Bremen.

## Geschiedenis

### Ontstaan
De rederij Norddeutscher Lloyd financierde de firma NAMAG, die daarom vanaf 1906 de merknaam Lloyd gebruikte voor zijn auto's. Aanvankelijk bouwde men een elektrische auto in licentie van het Franse merk Krieger; vanaf 1908 ook een door een benzinemotor aangedreven auto. Ondanks de kwaliteit bleef succes uit en in 1914 fuseerde NAMAG met Hansa om Hansa-Lloyd te vormen. Vanaf dat moment werden de Lloyds verkocht als Hansa-Lloyd. De fabriek werd in 1929 overgenomen door Borgward.

### Tweede leven

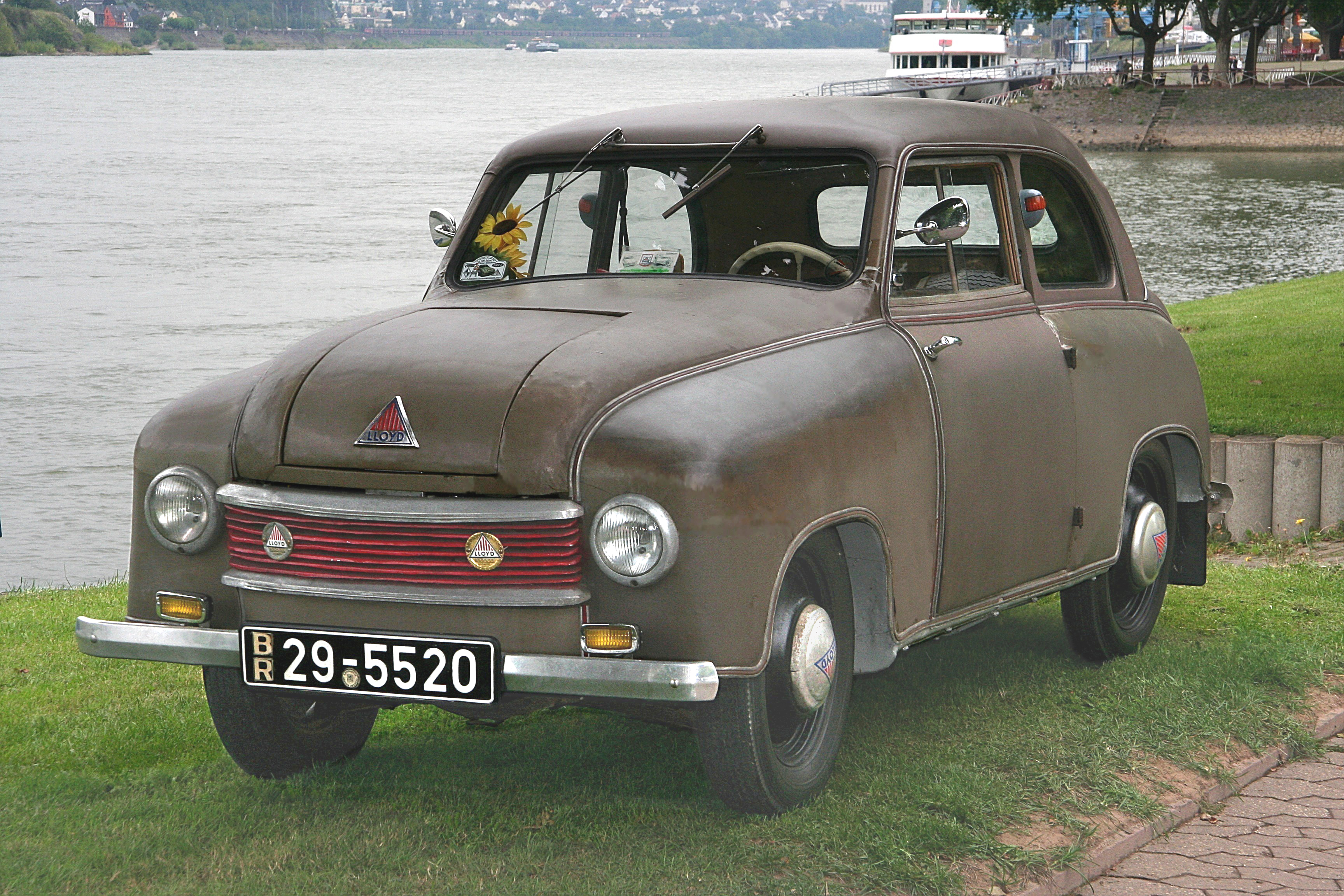
Lloyd LP300, bijgenaamd Leukoplastbomber

In 1949 besloot Borgward de naam Lloyd weer te gebruiken, nu voor een serie dwergauto's. Daartoe werd de Lloyd Maschinenfabrik G.m.b.H. opgericht, die in Bremen op het fabrieksterrein van Goliath kwam te staan.
Het eerste model, de Lloyd LP300, uitgerust met een 300cc-motor, kreeg in Duitsland de bijnaam Leukoplastbomber. De carrosserie van kunstleer en hout kon gemakkelijk provisorisch gerepareerd worden met een pleister - in Duitsland dikwijls Leukoplast genoemd. Latere modellen hadden een volledig stalen carrosserie.

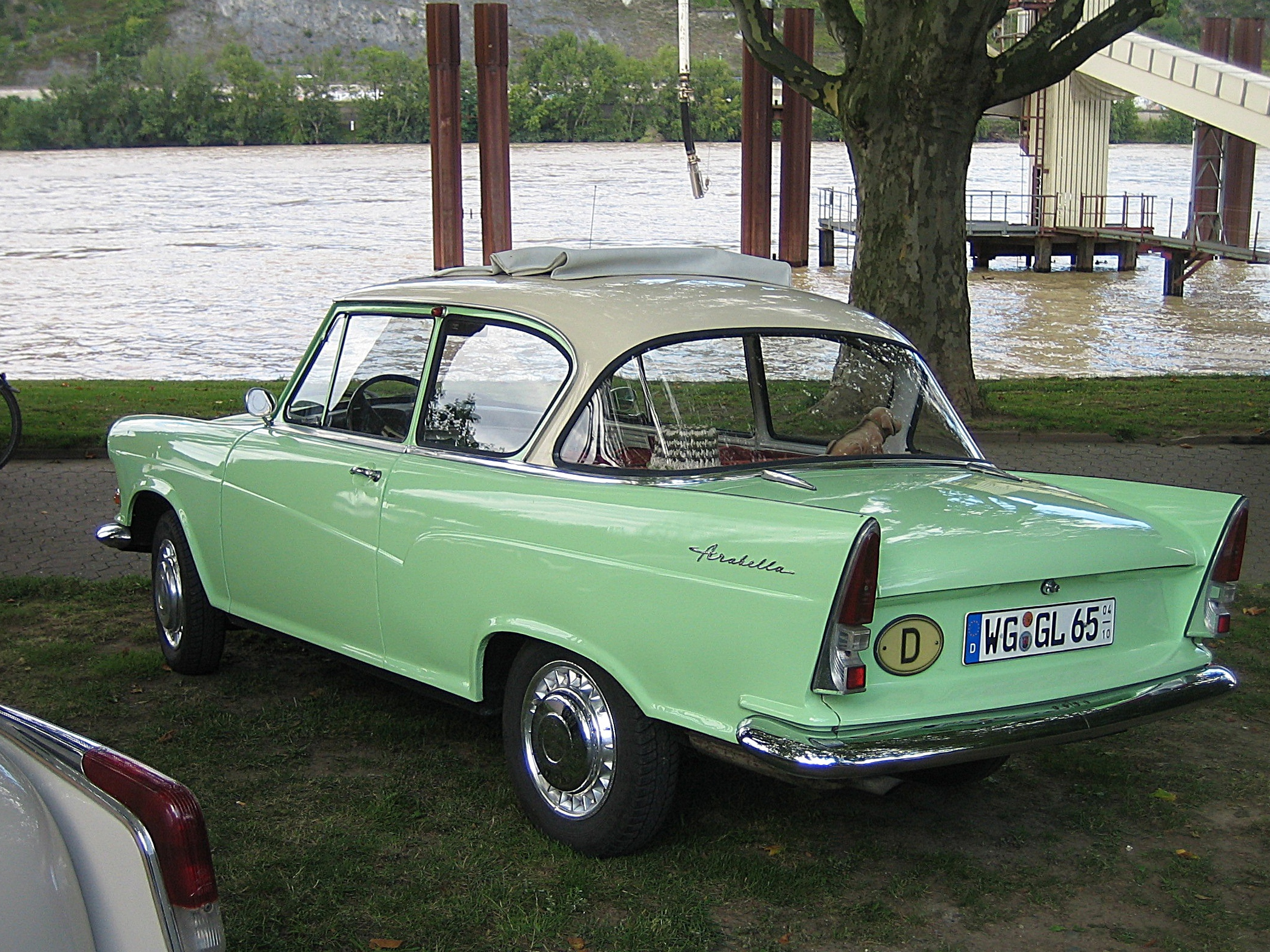
Lloyd Arabella

In 1959 werd de Lloyd Arabella geïntroduceerd. Op elke geproduceerde auto leed de fabriek echter verlies. Na korte tijd bleek er een fout in de auto te zitten, waardoor de Arabella, die toch al met verlies werd gemaakt, moest worden gerepareerd door de fabriek. Hierdoor kreeg de merknaam een flinke deuk. In 1961 ging het Borgward-concern ten onder, waardoor ook de Lloyd niet meer geproduceerd werd.
Lloyd · Goliath · Hansa